# Vicente Lecaro
Vicente Lecaro (Guayaquil, 8 giugno 1936 – Guayaquil, 23 agosto 2023) è stato un calciatore ecuadoriano, di ruolo difensore.

## Caratteristiche tecniche
Era considerato uno dei migliori difensori centrali ecuadoriani della sua epoca.

## Carriera

### Club
Soprannominato "el Ministro", Lecaro militò per la maggior parte della sua carriera nel Barcelona SC con cui vinse tre titoli nazionali e quattro coppe Guayaquil.
Con i compagni di squadra Alfonso Quijano, Luciano Macías e Miguel Bustamante la cosiddetta "cortina de hierro" del Barcelona negli anni sessanta del XX secolo. Con il Barcelona ha giocato in totale 336 partite.
Nel 1962 interruppe la sua militanza nel Barcelona per giocare una stagione con l'Emelec, con cui vinse una coppa Guayaquil.
Ha giocato inoltre con Barcelona ed Emelec trentadue incontri in Coppa Libertadores.
Nella stagione 1972 passa ai Miami Gatos, nuova franchigia della NASL. Con i Gatos ottiene solo il quarto e ultimo posto nella Southern Division, non riuscendo così ad accedere alla fase finale del torneo.

### Nazionale
Lecaro ha giocato nove incontri con la nazionale dell'Ecuador, partecipando alle qualificazioni mondiali per Cile 1962, Inghilterra 1966 e Messico 1970.

## Palmarès

### Competizioni nazionali
- Campionato ecuadoriano: 3

Barcelona: 1963, 1966, 1970
- Coppa Guayaquil: 5

Barcelona: 1961, 1963, 1965, 1967
Emelec: 1962